# Encomienda de Montalbán
La encomienda de Montalbán fue una encomienda con sede en Montalbán que funcionaba como casa matriz de la Orden de Santiago en Aragón. Incluía las localidades de Montalbán, Las Adobas, Cabra, Escucha, Palomar, Torre de las Arcas, Utrillas y Villanueva de Huerva. Existió desde el año 1210 hasta el año 1327. Se ha conservado documentación escrita en aragonés perteneciente a esta encomienda.